# Fleming (rivière)
Pour les articles homonymes, voir Fleming.
La rivière Fleming  (en anglais : Fleming River) est un cours d’eau de l’est des Catlins, dans l’Île du Sud de la Nouvelle-Zélande.

## Géographie
Il prend naissance à l’ouest de Soaker Hill dans la chaîne de Maclennan Range, et s’écoule vers le sud-est à travers le Catlins Forest Park. Il se jette dans la rivière Tautuku au niveau du village de Tautuku.